# 後藤祐迅
後藤 祐迅（ごとう ゆうじん）は日本の小説家、ライトノベル作家。

## 来歴
2010年、第6回MF文庫Jライトノベル新人賞佳作を受賞した。

## 作品
- 『つきツキ!』（『MF文庫J』イラスト：梱枝りこ）